# لیلا (فیلم ۱۳۷۵)
لیلا فیلمی ایرانی به نویسندگی و کارگردانی داریوش مهرجویی است که در سال ۱۳۷۶ منتشر شد. این دوازدهمین فیلم بلند مهرجویی است که در سال ۱۳۷۵ ساخته شد و به عنوان بهترین فیلم سال در دوره ۱۲ منتخب نویسندگان و منتقدان در سال ۱۳۷۶ قرار گرفت. این فیلم را می‌توان به نوعی تکمیل‌کننده سه‌گانه سارا و پری محسوب کرد که فیلم‌نامه آن همچون دو اثر قبلی اقتباسی است و بر اساس داستانی نوشته مهناز انصاریان به نگارش درآمده است.
لیلا نخستین فیلم لیلا حاتمی در دوربین داریوش مهرجویی است. این همکاری سال‌ها بعد با فیلم نارنجی‌پوش تکرار شد. لیلا حاتمی برای بازی در این فیلم سیمرغ بلورین بهترین بازیگر نقش اول زن را در جشنواره فجر از آن خود کرد. علی مصفا پیش از این در فیلم پری با مهرجویی همکاری کرده بود و این همراهی در فیلم‌هایی چون دختر دایی گمشده و میکس تکرار شد. مدیریت فیلم‌برداری این فیلم را محمود کلاری برعهده داشت و تدوین آن با مصطفی خرقه‌پوش بود. موسیقی فیلم نیز توسط کیوان جهانشاهی و فریدون شهبازیان ساخته شد.

## داستان فیلم
لیلا (لیلا حاتمی) و رضا (علی مصفا) در یک مراسم شله‌زرد پزان همدیگر را می‌بینند و چندی بعد با هم ازدواج می‌کنند. آن دو پس از مدتی زندگی متوجه می‌شوند که لیلا نمی‌تواند فرزندی به دنیا بیاورد. آن‌ها درمان‌های متعدد و آزمایش‌های گوناگونی را دنبال می‌کنند. اما همه بدون نتیجه می‌ماند. در این میان هر چند برای رضا بچه‌دار نشدن لیلا اهمیتی ندارد اما مادرش با وجود این احساس رضایت و خوشبختی رضا از زندگی بدون فرزند، لیلا را تحت فشارهای شدید قرار می‌دهد و از او می‌خواهد که اجازه دهد برای رضا همسری بگیرند تا فرزندی برای او بیاورد و سپس همسر دوم رضا از زندگی آن‌ها خارج شود. فشارهای مادر رضا بالاخره جواب می‌دهد و لیلا، رضا را راضی می‌کند. بدون اطلاع خانواده لیلا ازدواج مجدد رضا با گیتی (شقایق فراهانی) انجام می‌شود. اما شب عروسی، لیلا به خانه مادرش پناه می‌برد و حاضر نمی‌شود به زندگی رضا برگردد. رضا این عمل را خلاف قول‌های قبلی لیلا می‌داند و مدتی بعد همسر دومش را طلاق داده و فرزند دختری را که از او دارد به مادرش می‌سپارد و خود تنها زندگی می‌کند. گیتی دوباره ازدواج می‌کند و رضا هم با خواهش‌های مکرر از لیلا و خانوادهٔ او، روزی در همان مراسم شله‌زرد پزان با دخترش باران به دیدار لیلا می‌رود.

## بازیگران
| بازیگر            | نقش       |
| ----------------- | --------- |
| لیلا حاتمی        | لیلا      |
| علی مصفا          | رضا       |
| جمیله شیخی        | مادر رضا  |
| محمدرضا شریفی نیا | دایی      |
| امیر پایور        | پدر رضا   |
| توران مهرزاد      | مادر لیلا |
| شقایق فراهانی     | گیتی      |
| وحیده محمدی‌فر     | دکتر      |

## جوایز
- برنده سیمرغ بلورین بهترین بازیگر نقش دوم زن (جمیله شیخی) در پانزدهمین دوره جشنواره فیلم فجر - ۱۳۷۵
- برنده دیپلم افتخار بهترین بازیگر نقش اول زن (لیلا حاتمی) در پانزدهمین دوره جشنواره فیلم فجر - ۱۳۷۵
- برنده تندیس بهترین کارگردانی (داریوش مهرجویی) در نخستین دوره جشنواره خانه سینما - ۱۳۷۶
- برنده تندیس بهترین فیلمنامه (داریوش مهرجویی) در نخستین دوره جشنواره خانه سینما - ۱۳۷۶
- برنده تندیس بهترین صدای فیلم (جهانگیر میرشکاری و اصغر شاهوردی) در نخستین دوره جشنواره خانه سینما - ۱۳۷۶
- برنده تندیس نخل زرین نقش اول مرد (علی مصفا) در دومین دوره جشنواره بین‌المللی فیلم اجتماعی آبادان - ۱۳۷۹